# Крупночелюстники
Крупночелюстники (лат. Labidostomis) — род жуков (Coleoptera) из подсемейства клитрины (Clytrinae) в семействе листоедов (Chrysomelidae).

## Описание
Задние угла переднеспинки приподнятые. Передние ноги и мандибулы у самок длинные. Окраска металлическая, обычно с жёлтыми надкрыльями. Имаго питаются цветками и листьями древесных и травянистых растений. Личинки питаются вначале листьями, затем разлагающимися растительными остатками. Окукливаются на стебле.

## Систематика
В составе рода:
- Labidostomis arnoldii L. Medvedev, 1962
- Labidostomis balcanica Tomov, 1987
- Labidostomis beckeri Weise, 1881
- Labidostomis bolivari Cobos, 1954
- Labidostomis decipiens Faldermann, 1837
- Labidostomis diversifrons Lefèvre, 1872
- Labidostomis ghilianii (Lacordaire, 1848)
- Labidostomis graeca Tomov, 1990
- Labidostomis karamanica Weise, 1900
- Labidostomis lepida Lefèvre, 1872
- Labidostomis mesopotamica Weise, 1900
- Labidostomis metallica Lefèvre, 1872
- Labidostomis nevadensis J. Daniel, 1904
- Labidostomis oertzeni Weise, 1889
- Labidostomis pachysoma L. Medvedev, 1965
- Labidostomis rufa (Waltl, 1838)
- Labidostomis senicula Kraatz, 1872
- Labidostomis sibirica (Germar, 1824)
- Labidostomis sulcicollis (Lacordaire, 1848)
- Labidostomis tymphristica Tomov, 1990